# Eccellenza Molise 2015-2016
Il campionato italiano di calcio di Eccellenza regionale 2015-2016 è il venticinquesimo organizzato e rappresenta il quinto livello del calcio italiano.
Questo è il girone organizzato dal comitato regionale della regione Molise.

## Squadre partecipanti
| Club                   | Città (provincia)                   | Stadio o Campo Sportivo                        | Stagione precedente      |
| ---------------------- | ----------------------------------- | ---------------------------------------------- | ------------------------ |
| Alliphae               | Alife (CE)                          | Stadio "Marco Spinelli"                        |                          |
| Campobasso 1919        | Campobasso                          | Nuovo Antistadio Selva Piana                   |                          |
| Casalnuovo Monterotaro | Casalnuovo Monterotaro (FG)         | Stadio Comunale                                | 13° in Eccellenza Molise |
| Cliternina             | Nuova Cliternia di Campomarino (CB) | Stadio "Madonna Grande"                        | 15° in Eccellenza Molise |
| Comprensorio Vairano   | Vairano Patenora (CE)               | Stadio "Antonio Cantelmo"                      | 10° in Eccellenza Molise |
| Gambatesa              | Gambatesa (CB)                      | Stadio Comunale Del Toppo "Giulio Venditti"    | 8° in Eccellenza Molise  |
| Gioventù Calcio Dauna  | Castelnuovo della Daunia (FG)       | Stadio Comunale di Casalnuovo Monterotaro (FG) | 2° in Eccellenza Molise  |
| Macchia                | Macchia d'Isernia (IS)              | Stadio "Antonio Beltrante e Antonio Rizzelli"  |                          |
| Olimpia Riccia         | Riccia (CB)                         | Stadio "Santa Cristina" Campomarino (CB)       | 6° in Eccellenza Molise  |
| Pietramontecorvino     | Pietramontecorvino (FG)             | Stadio Comunale                                |                          |
| Real Montenero         | Montenero di Bisaccia (CB)          | Stadio "Vincenzo De Santis"                    |                          |
| Roccaravindola         | Roccaravindola di Montaquila (IS)   | Stadio "Mario Castaldi"                        | 9° in Eccellenza Molise  |
| Sesto Campano          | Sesto Campano (IS)                  | Campo Comunale                                 | 7° in Eccellenza Molise  |
| Termoli                | Termoli (CB)                        | Stadio Gino Cannarsa                           | 12° in Serie D, girone F |
| Tre Pini Matese        | Piedimonte Matese (CE)              | Stadio "Pasqualino Ferrante"                   | 4° in Eccellenza Molise  |
| Vastogirardi           | Vastogirardi (IS)                   | Stadio "Filippo Di Tella"                      | 3° in Eccellenza Molise  |
| Venafro                | Venafro (IS)                        | Stadio "Marchese Alessandro del Prete"         | 5° in Eccellenza Molise  |

## Classifica finale
|  | Pos. | Squadra                | Pt | G  | V  | N  | P  | GF | GS | DR  |
|  | ---- | ---------------------- | -- | -- | -- | -- | -- | -- | -- | --- |
|  | 1.   | Gioventù Calcio Dauna  | 75 | 32 | 24 | 3  | 5  | 97 | 39 | +58 |
|  | 2.   | Tre Pini Matese        | 74 | 32 | 23 | 5  | 4  | 78 | 29 | +50 |
|  | 3.   | Venafro                | 69 | 32 | 21 | 6  | 5  | 74 | 31 | +43 |
|  | 4.   | Sesto Campano          | 67 | 32 | 20 | 7  | 5  | 61 | 22 | +38 |
|  | 5.   | Vastogirardi           | 60 | 32 | 18 | 6  | 8  | 79 | 40 | +39 |
|  | 6.   | Alliphae               | 47 | 32 | 12 | 11 | 9  | 36 | 36 | 0   |
|  | 7.   | Macchia                | 47 | 32 | 13 | 8  | 11 | 49 | 50 | -1  |
|  | 8.   | Gambatesa              | 42 | 32 | 12 | 6  | 14 | 52 | 66 | -14 |
|  | 9.   | Pietramontecorvino     | 37 | 32 | 10 | 7  | 15 | 44 | 57 | -9  |
|  | 10.  | Roccaravindola         | 36 | 32 | 10 | 6  | 16 | 48 | 55 | -7  |
|  | 11.  | Termoli                | 36 | 32 | 10 | 6  | 16 | 49 | 66 | -17 |
|  | 12.  | Olimpia Riccia         | 34 | 32 | 9  | 7  | 16 | 51 | 70 | -19 |
|  | 13.  | Comprensorio Vairano   | 32 | 32 | 8  | 8  | 16 | 35 | 60 | -35 |
|  | 14.  | Campobasso 1919        | 30 | 32 | 8  | 6  | 18 | 34 | 65 | -31 |
|  | 15.  | Real Montenero         | 28 | 32 | 8  | 4  | 20 | 28 | 64 | -36 |
|  | 16.  | Cliternina             | 26 | 32 | 6  | 8  | 18 | 34 | 63 | -29 |
|  | 17.  | Casalnuovo Monterotaro | 20 | 32 | 5  | 5  | 22 | 37 | 72 | -35 |

Legenda:

      Promossa in SERIE D 2016/17
      Ammessa ai play-off nazionali.
      Retrocesse in Promozione 2016-2017 dopo i play-out.
      Retrocesse in Promozione 2016-2017 direttamente.
Note:
Tre punti a vittoria, uno a pareggio, zero a sconfitta.

## Risultati

### Tabellone
|                        | All  | Cam  | Cas  | Cli  | Com  | Gam  | Gio  | Mac  | Oli  | Pie  | Rea  | Roc  | Ses  | Ter  | Tre  | Vas  | Ven  |
| ---------------------- | ---- | ---- | ---- | ---- | ---- | ---- | ---- | ---- | ---- | ---- | ---- | ---- | ---- | ---- | ---- | ---- | ---- |
| Alliphae               | –––– | 0-0  | 2-0  | 2-1  | 1-0  | 0-0  | 2-1  | 0-1  | 4-1  | 0-0  | 2-1  | 1-0  | 0-0  | 1-1  | 1-3  | 3-2  | 1-2  |
| Campobasso 1919        | 1-1  | –––– | 1-0  | 2-0  | 1-2  | 1-1  | 1-4  | 2-0  | 2-3  | 0-2  | 2-0  | 2-0  | 0-2  | 1-4  | 0-1  | 1-4  | 0-1  |
| Casalnuovo Monterotaro | 1-2  | 1-2  | –––– | 2-2  | 0-0  | 1-2  | 0-5  | 2-2  | 6-1  | 1-1  | 0-1  | 1-2  | 1-0  | 1-3  | 1-0  | 1-3  | 2-6  |
| Cliternina             | 2-1  | 1-2  | 3-1  | –––– | 2-1  | 4-1  | 2-2  | 1-3  | 1-1  | 1-1  | 0-1  | 2-2  | 0-0  | 0-0  | 1-3  | 0-4  | 0-2  |
| Comprensorio Vairano   | 1-2  | 3-1  | 2-1  | 2-0  | –––– | 1-1  | 1-4  | 2-1  | 0-0  | 2-1  | 2-0  | 2-2  | 0-4  | 7-0  | 1-3  | 0-0  | 0-4  |
| Gambatesa              | 3-1  | 3-0  | 3-1  | 2-1  | 3-0  | –––– | 1-4  | 3-2  | 1-2  | 3-1  | 2-0  | 5-1  | 1-4  | 3-2  | 0-4  | 1-1  | 2-3  |
| Gioventù Calcio Dauna  | 4-0  | 2-1  | 4-1  | 4-1  | 4-0  | 4-0  | –––– | 3-0  | 1-0  | 3-1  | 7-0  | 4-1  | 1-3  | 1-4  | 2-3  | 3-3  | 3-0  |
| Macchia                | 0-0  | 1-1  | 5-1  | 1-0  | 1-1  | 3-1  | 1-2  | –––– | 2-1  | 1-4  | 1-2  | 0-0  | 3-0  | 3-1  | 1-1  | 1-2  | 2-2  |
| Olimpia Riccia         | 1-1  | 3-3  | 2-1  | 4-0  | 2-0  | 3-2  | 2-4  | 0-3  | –––– | 3-2  | 6-2  | 1-1  | 1-2  | 2-3  | 1-5  | 1-4  | 1-1  |
| Pietramontecorvino     | 0-0  | 1-0  | 2-1  | 1-3  | 0-0  | 4-0  | 2-5  | 0-2  | 3-1  | –––– | 3-1  | 2-0  | 1-4  | 1-1  | 2-1  | 1-5  | 1-2  |
| Real Montenero         | 2-1  | 2-0  | 2-1  | 0-0  | 3-0  | 0-0  | 1-2  | 1-2  | 1-0  | 2-2  | –––– | 0-1  | 0-2  | 2-3  | 0-2  | 0-1  | 0-1  |
| Roccaravindola         | 1-2  | 3-0  | 5-1  | 4-0  | 1-1  | 1-0  | 0-1  | 2-3  | 2-3  | 3-1  | 5-0  | –––– | 2-2  | 1-2  | 0-2  | 2-4  | 1-2  |
| Sesto Campano          | 2-0  | 5-0  | 1-1  | 1-0  | 3-1  | 1-1  | 2-3  | 3-1  | 4-0  | 3-1  | 3-0  | 0-1  | –––– | 2-1  | 0-0  | 2-0  | 1-0  |
| Termoli                | 0-0  | 2-3  | 1-3  | 1-3  | 2-1  | 1-3  | 1-6  | 4-0  | 3-3  | 0-1  | 2-1  | 0-1  | 0-3  | –––– | 4-3  | 1-1  | 0-0  |
| Tre Pini Matese        | 2-1  | 1-1  | 4-1  | 6-0  | 3-0  | 4-2  | 0-1  | 0-0  | 2-1  | 2-0  | 5-1  | 4-2  | 0-0  | 6-1  | –––– | 1-0  | 2-1  |
| Vastogirardi           | 1-2  | 6-0  | 1-2  | 3-2  | 5-1  | 6-2  | 2-2  | 1-2  | 2-1  | 5-1  | 3-1  | 2-0  | 2-1  | 2-1  | 1-2  | –––– | 1-2  |
| Venafro                | 2-2  | 5-3  | 2-0  | 3-1  | 5-0  | 5-0  | 3-1  | 7-0  | 2-0  | 2-1  | 1-1  | 5-1  | 0-1  | 1-0  | 2-3  | 0-0  | –––– |

## Spareggi

### Play-off

#### Semifinali
|  | Tre Pini Matese | – non disputata | Vastogirardi |  |

| Venafro 11 maggio 2016, ore 16:00 | Venafro | 5 – 1 | Sesto Campano | Stadio Marchese Alessandro del Prete |

#### Finale
| Capriati a Volturno 14 maggio 2016, ore 15:30 | Tre Pini Matese | 2 – 4 | Venafro |  |

### Play-out
| Vairano Patenora 7 maggio 2016, ore 16:00 | Comprensorio Vairano | 4 – 4 (d.t.s.) | Cliternina | Stadio A. Cantelmo |

| Campobasso 8 maggio 2016, ore 17:30 | Campobasso 1919 | 2 – 0 | Real Montenero | Nuovo Antistadio Selva Piana |

## Verdetti finali
- Gioventù Calcio Dauna promossa in Serie D 2016-2017. La Gioventù Calcio Dauna si fonderà con la Madre Pietra Apricena (Promozione Puglia) e si chiamerà Madre Pietra Dauna.
- Tre Pini Matese, Venafro e Sesto Campano ammesse ai play-off.
- Venafro si qualifica ai play-off nazionali.
- Comprensorio Vairano, Campobasso 1919, Real Montenero e Cliternina ammesse ai play-out.
- Cliternina retrocessa dopo i play-out e successivamente ripescata.
- Casalnuovo Monterotaro (direttamente) e Real Montenero (dopo i play-out) retrocessi in Promozione Molise 2016-2017.
- Roccaravindola rinuncia al campionato di Eccellenza e si iscrive in Prima Categoria.  Termoli fallisce ma viene iscritta al prossimo campionato una squadra denominata Città di Termoli. Comprensorio Vairano non si iscrive al prossimo campionato. Casalnuovo Monterotaro non si iscrive in Promozione ma ricomincia dalla Prima Categoria.